# Reed Sorenson
Reed Sorenson, född 5 februari 1986 i Peachtree City i Georgia, är en amerikansk racerförare.

## Racingkarriär
Sorenson vann sitt första professionella race i ARCA 2004 på Michigan International Speedway, vilket gav honom chansen att göra sin debut i NASCAR Busch Series samma år. Säsongen 2005 körde Sorenson sin första hela säsong i serien med Chip Ganassi Racing, och blev fyra sammanlagt. Han körde för Ganassi i tre säsonger i Sprint Cup, med en 22:a plats 2007 som främsta merit. Sorenson gick till Richard Petty Motorsports inför 2009 års säsong, sedan han inte fick något nytt kontrakt med Ganassi.

## Lag
Monster Energy NASCAR Cup Series
2005–2008 Chip Ganassi Racing (39, 41)
2005 Phoenix Racing (09)
2009 Richard Petty Motorsports (43)
2010 Braun Racing (32)
2010 Red Bull Racing (83)
2011 Robby Gordon Motorsports (7)
2012 Turn One Racing (74)
2012 Gos Fas Racing (32)
2012 Tri Star Motorsports (91)
2012 Go Green Racing (79)
2013 Leavine Family Racing (95)
2014 Tommy Baldwin Racing (36)
2015 Team XTREME Racing (44)
2015 RAB Racing (29)
2015 Front Row Motorsports (34)
2015– Premium Motorsports (7, 15, 27, 55, 62, 98)
2016 Hillman Racing (40) 
2018 Rick Ware Racing (51)
NASCAR Xfinity Series
2004–2008 Chip Ganassi Racing (40, 41)
2004,2009 Phoenix Racing (1)
2007 Rusty Wallace Inc (66)
2008 Fitz Motorsports (22)
2009–2011 Turner Motorsports (10, 30, 32)
2011 MacDonald Motorsports (82)
2012 Jimmy Means Racing (52)
2012 Biagi-Denbeste Racing (98)
2013 The Motorsports Group (40)
2013 Richard Petty Motorsports (43)
2013 Leavine Family Racing (95)
2017 JD Motorsports (15)